# AKI猪瀬
AKI猪瀬（あき いのせ、本名：猪瀬 明彦〈いのせ あきひこ〉、1970年4月7日 - ）は、日本のスポーツライター、野球評論家、漫談家。

## 来歴
栃木県宇都宮市出身で、1989年3月に栃木県立宇都宮工業高等学校を卒業する。1989年に映画研修で渡米し、インディアナ大学に7か月留学後ニューヨーク大学へ転学して1991年に同大学フィルム・スクールに入学する。のちに松竹シナリオ研究所やオフィス・トゥー・ワンでライター修行した。
高校で野球を経験し、アメリカ留学中に感銘したメジャーリーグベースボール (MLB) について学び始め、パシフィック・リーグ広報部長の伊東一雄に師事する。
1997年にパーフェクTVがMLB中継を開始すると解説者として出演し、以後おもにMLBに関するスポーツライターとして活動する。現在はMLB中継の解説者としてフジテレビ・ニッポン放送・J SPORTS・ABEMA・SPOTV NOWに出演し、東京中日スポーツ野球評論家として随時コラムを執筆する。MLB中継の解説時に現地インタビューを同時通訳する。
尽く予想が外れる為、しばしば漫談家など冗談で言われることが多い上自分自身もMLB漫談家と冗談で言う事もある。

## 出演番組

### テレビ
- メジャーリーグ中継 (J SPORTS) - 解説。試合によっては実況として出演する場合もある。
- 直撃LIVE グッディ!（フジテレビ）- MLBジャーナリストの肩書きでゲスト解説として出演。
- 野球好きニュース - 2013年8月よりMLB解説者として出演。
- すぽると! - 2012年より毎週火曜のレギュラーMLB解説者として出演。2016年4月1日で終了。
- Dramatic Game 1844 - 2012年のMLB日本開幕戦にゲストとして出演。
- Affliction - 実況。
- Strikeforce - 実況。
- 球辞苑〜プロ野球が100倍楽しくなるキーワードたち〜 (NHK) - MLB通として出演。
- SPOTV NOW - MLB解説者として出演。

### ラジオ
- 日本生命 presents 石橋貴明のGATE7（2021年4月4日 - 、TBSラジオ）2021年4月16日、7月11日
- ナイツ　ザ・ラジオショー 2025年3月6日ゲスト

### ウェブラジオ
- ABEMAスポーツタイム（2023年7月16日[3] -、ABEMA） - コメンテーター（不定期）[4]